# Lygocoris minor
Lygocoris minor is een wants uit de familie van de blindwantsen (Miridae). De soort werd het eerst wetenschappelijk beschreven door Eduard Wagner in 1950.

## Uiterlijk
De redelijk ovale, bleekgroen glanzende wants is altijd macropteer (langvleugelig) en kan 5,5 tot 6 mm lang worden. De antennes zijn groen gekleurd, net als de pootjes. Het halsschild is enigszins rimpelig en heeft net als de voorvleugels geelachtige zijranden. Het doorzichtige deel van de voorvleugels is lichtgrijs met groene aders. Lygocoris minor lijkt op de andere Nederlandse vertegenwoordigers uit het genus Lygocoris, zoals Lygocoris rugicollis en de groene appelwants (Lygocoris pabulinus). Behalve dat L. minor alleen op kruipwilgen op de waddeneilanden voorkomt, hebben de andere soorten ook niet de geelachtige randen aan halsschild en vleugels en hebben ze andere verhoudingen in de lengtes van de antennesegmenten en de afstand tussen de ogen. De wants kan ook verward worden met andere volledig groene blindwantsen zoals Orthotylus marginalis, Apolygus spinolae en Apolygus lucorum.

## Leefwijze
De aan het eind van de zomer gelegde eitjes komen na de winter uit en er is een enkele generatie per jaar. De imagines kunnen van juni tot augustus gevonden worden langs de kustduinen op kruipwilg (Salix repens)

## Leefgebied
In Nederland komt de soort alleen voor op de waddeneilanden. De wantsen worden ook gevonden in de rest van Europa, bijvoorbeeld op de Duitse waddeneilanden.